# Marie Wainwright
Marie Wainwright (8 de mayo de 1853 - 17 de agosto de 1923) fue una actriz estadounidense que trabajó en teatro y cine. Quién ganó éxito durante la era victoriana.

## Biografía
Hija de Commodore J.M. Wainwright y Maria Wainwright (née Page). Recibió educación en Francia e hizo su primera aparición en 1877 en una adaptación teatral de Romeo y Julieta. Trabajó juntó con Edwin Booth, Lawrence Barrett y Tommaso Salvini. Apareció en obras clásicas y dramáticas hasta la década de 1900, donde empezó a aparecer en obras contemporáneas. Wainwright intentó lograr éxito en la industria cinematográfica, apareciendo en 3 películas. Murió en Scranton, Pensillvania en 1923.

## Filmografía
- Social Hypocrites (1918)
- Secret Strings (1918)
- Polly With a Past (1920)